# Shane Boris

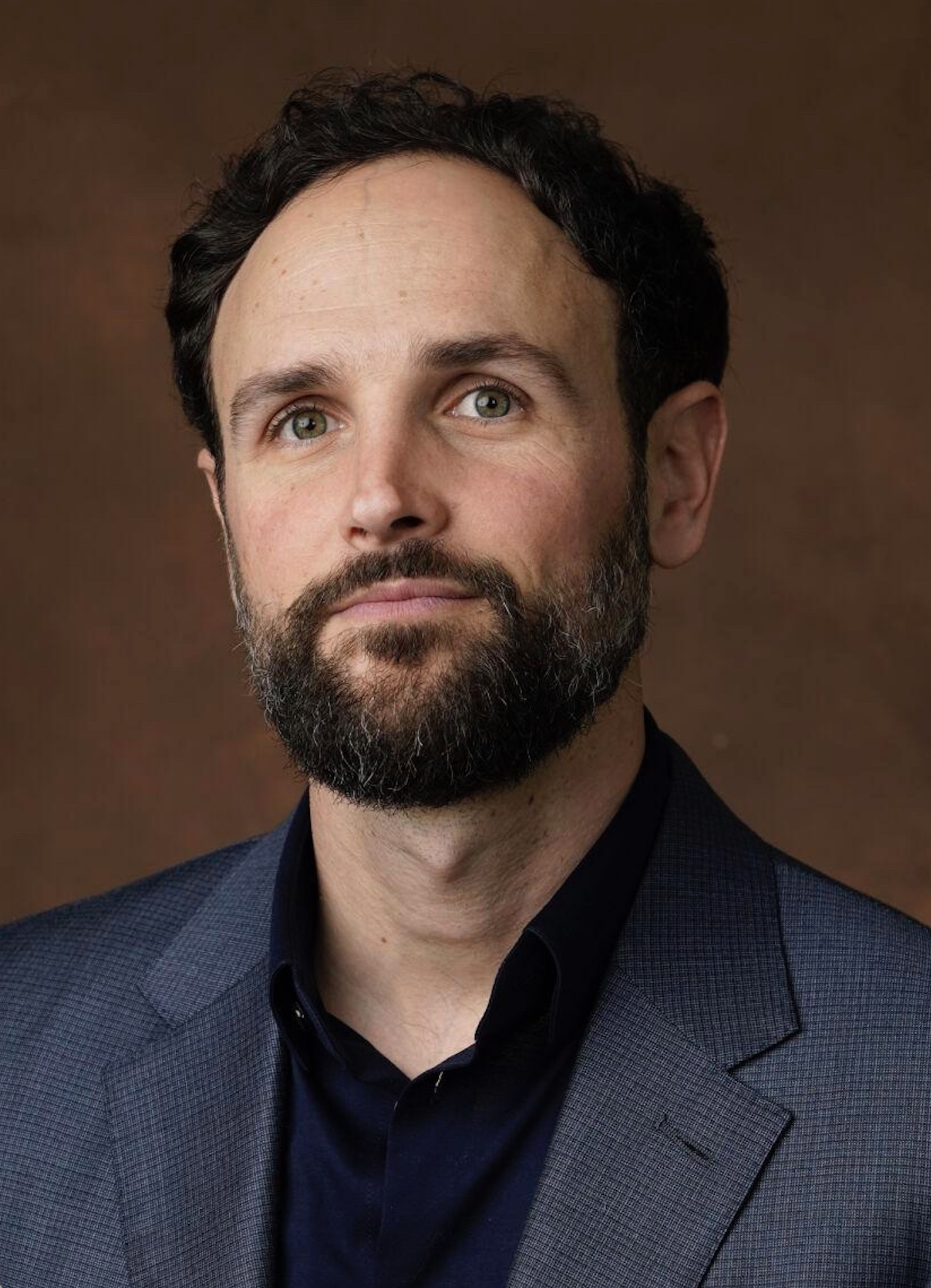
Shane Boris (2023)

Shane Boris (* 1981 in Denver) ist ein US-amerikanischer Filmproduzent und Drehbuchautor von Dokumentarfilmen. Er erhielt 2023 einen Oscar in der Kategorie Bester Dokumentarfilm für Nawalny.

## Leben
Boris wuchs in Littleton auf und machte 2000 seinen Abschluss an der Colorado Academy. Er studierte Religion und Englisch am Oberlin College. Auf einem Flug nach Indien lernte er einen Regisseur kennen, der ihn unter seine Fittiche nahm. Danach studierte er ab 2005 Internationale Beziehungen an der Jawaharlal Nehru University in Neu-Delhi. Er hängte noch einen Master an, bevor er sich vollständig der Filmproduktion zuwandte. Nachdem er bei einigen Produktionen als assoziierter Produzent arbeitete, verantwortete er 2010 erstmals You're Looking at Me Like I Live Here and I Don't als vollwertiger Produzent. Im Jahr 2020 produzierte er für die Doku Am Rande der Demokratie über die politischen Entwicklungen der letzten Jahrzehnte in Brasilien. Dafür wurde er für einen Oscar nominiert. Im Jahr 2022 produzierte er die Dokumentationen Fire of Love und Nawalny. Er wurde für beide Filme für einen Oscar nominiert und erhielt ihn schließlich für Nawalny. Für beide Filme erhielt er zahlreiche weitere Nominierungen und Auszeichnungen. Er wurde für die „U.S. Documentary Jury“ des Sundance Film Festival 2024 auserwählt.

## Filmografie (Auswahl)
- 2010: You're Looking at Me Like I Live Here and I Don't
- 2017: Walden: Life in the Woods
- 2019: Am Rande der Demokratie
- 2019: The Seer and the Unseen
- 2020: Silent Rose
- 2020: Streuner
- 2021: The Last Cruise (Kurzfilm)
- 2022: Fire of Love (Produzent und Drehbuch)
- 2022: Nawalny
- 2023: King Coal
- 2023: Hollywoodgate (Produzent und Drehbuch)

## Auszeichnungen (Auswahl)
- 2020: Oscar-Nominierung in der Kategorie Bester Dokumentarfilm für Am Rande der Demokratie
- 2023: BAFTA in der Kategorie Bester Dokumentarfilm für Nawalny
- 2023: BAFTA-Nominierung in der Kategorie Bester Dokumentarfilm für Fire of Love
- 2023: Oscar in der Kategorie Bester Dokumentarfilm für Nawalny
- 2023: Oscar-Nominierung in der Kategorie Bester Dokumentarfilm für Fire of Love